# 林克岩
林克（Link）是埃俄利斯沼地表上的一处岩石露头，位于火星盖尔撞击坑内皮斯谷和埃俄利斯山（“夏普山”）之间。
2012年9月2日（任务的第27个太阳日），“好奇号”漫游车在从布雷德伯里着陆场前往格莱内尔格途中遇到了该露头，并以加拿大西北地区的一处著名岩层（和湖泊）命名了它。该露头“大致”的位置坐标为：4°35′S 137°26′E / 4.59°S 137.44°E。

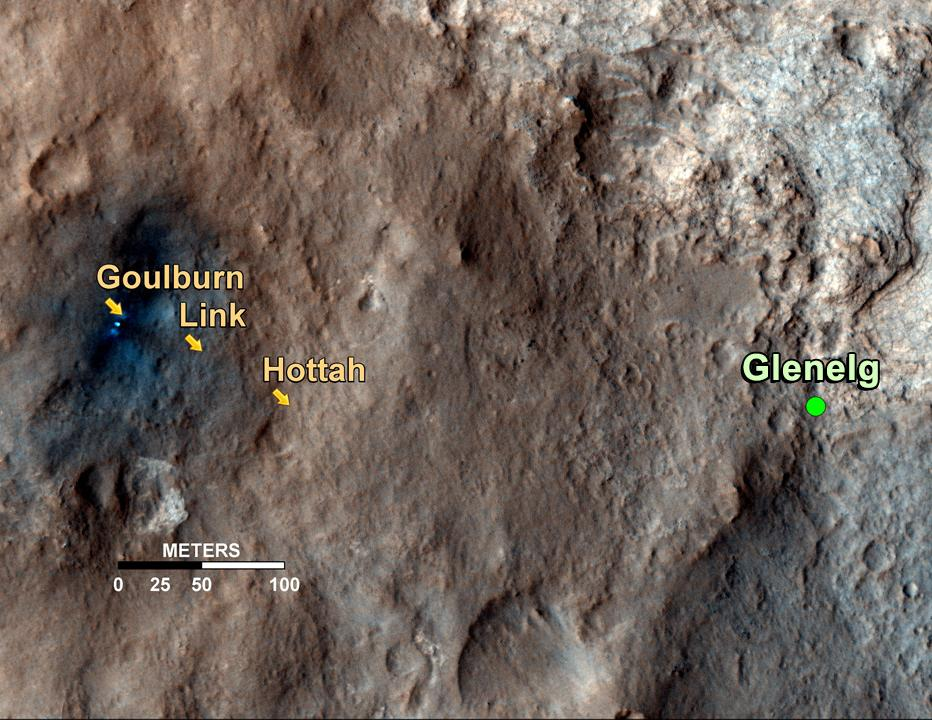
暗示古河床上“汹涌”激流的“古尔本”、“林克”和“霍塔”岩石露头（2012年9月27日）。

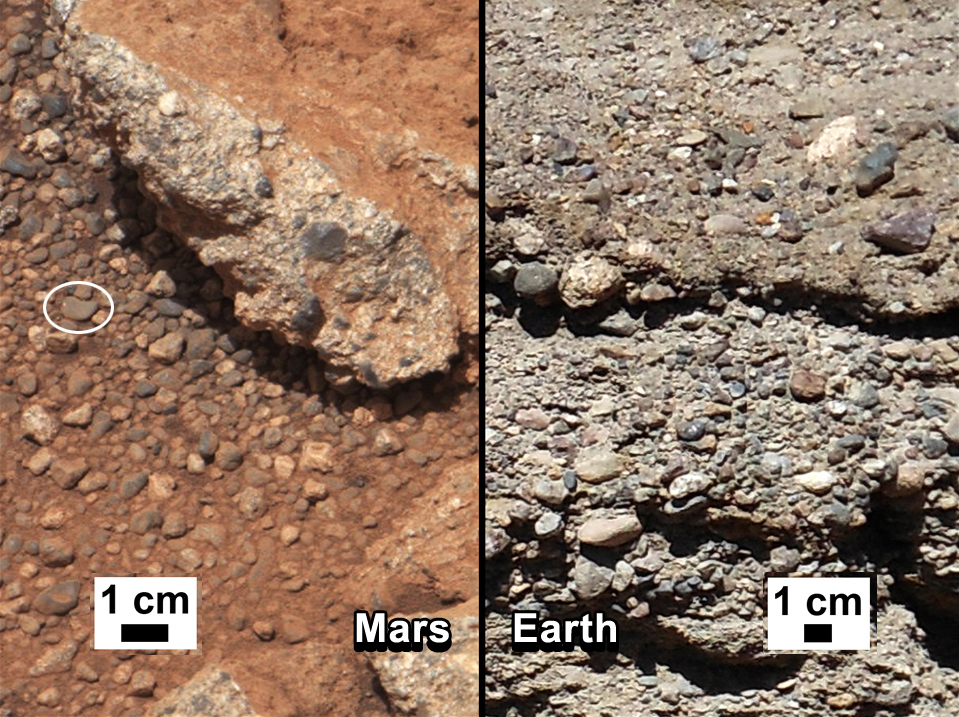
“林克”（左）沉积物与地球上的河流砾岩（右）极为相似。

该露头为质地均匀的砾石砾岩，含有磨圆、光滑的卵石，数毫米到数厘米大小的卵石和砾石嵌杂在更细的白色基质中，地质上与地球上的一些河流砾岩极为相似，岩石周围散布着大小约1厘米的松散砾石，它们被认为是从露头中风化而出。
这些岩石被解释为是胶结的河流沉积物，可能由深达脚踝和腰部之间的激流所沉积。这条溪流是一处古老冲积扇的一部分，它从陡峭的盖尔坑坑壁上穿过坑底倾流而下。

## 另请查看
- 埃俄利斯区
- 基岩
- 火星地质
- 霍塔
- 古尔本
- 火星岩石列表
- 岩石露头
- 火星水文